# Duan Qirui

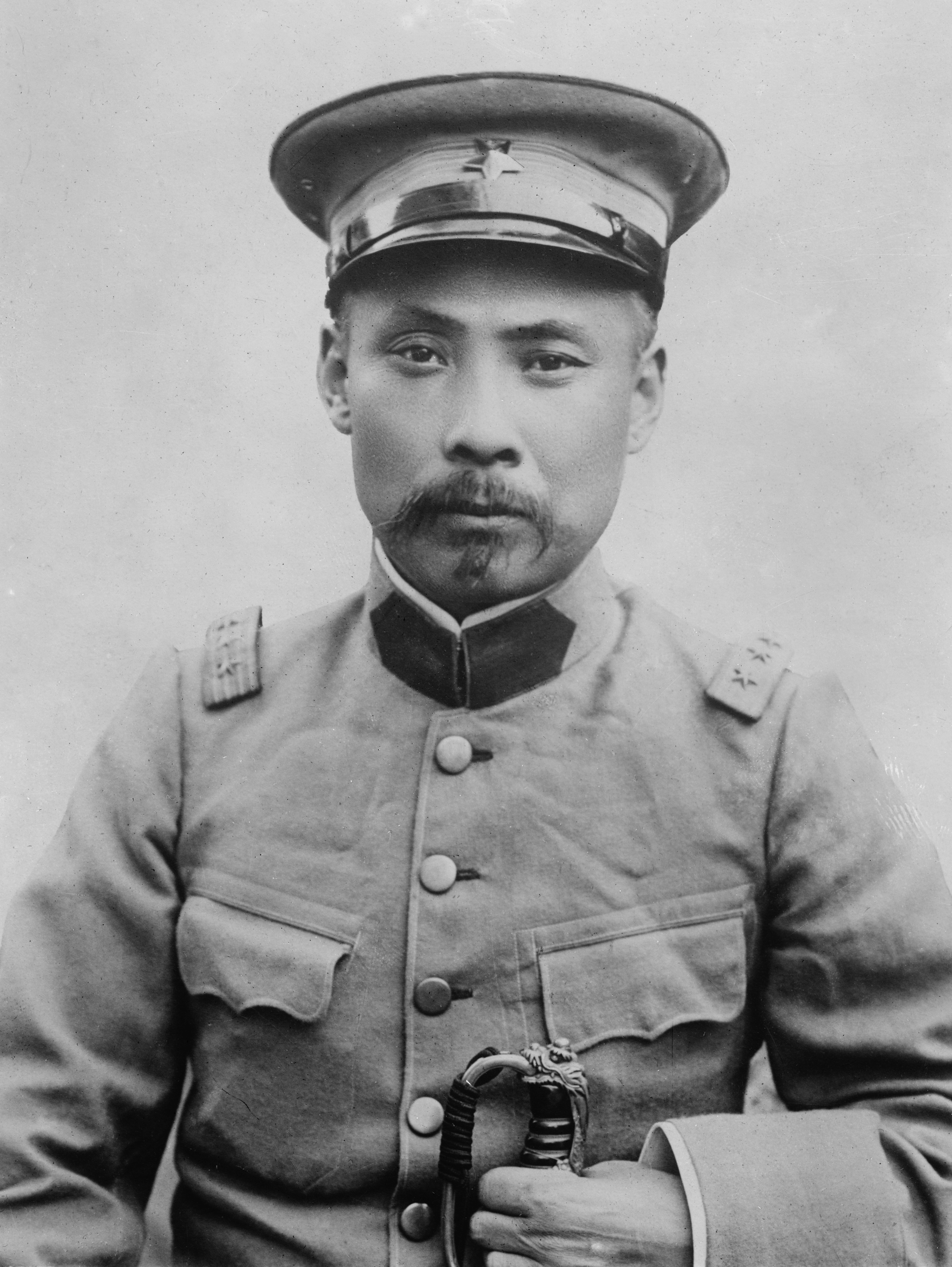
Duan Qurui

Duan Qirui (chinesisch 段祺瑞, Pinyin Duàn Qíruì, W.-G. Tuan Ch'i-jui, IPA-Umschrift tu̯àn t͡ɕʰíɻu̯èi̯; * 6. März 1865 in Hefei, Anhui; † 2. November 1936 in Shanghai) war ein chinesischer General und Politiker, der unter anderem 1916 bis 1917, 1917 sowie erneut 1918 Premierminister der Republik China war. Er fungierte zudem zwischen 1924 und 1926 als provisorischer Präsident der Republik China.

## Leben

### General, Gouverneur und Heeresminister
Duan Qirei war Offizier und während der Xinhai-Revolution sowie des Wuchang-Aufstandes 1911 General in der von Yuan Shikai kommandierten Beiyang-Armee. Kurz darauf wurde er Nachfolger von Borzigit Ruizheng als Gouverneur der Provinz Hubei. Er verblieb in dieser Funktion bis Li Yuanhong am 11. Oktober 1911 Militärgouverneur dieser Provinz wurde. Nachdem Yuan Shikai als Nachfolger von Sun Yat-sen am 10. März 1912 Präsident der Republik China wurde, übernahm Duan am 30. März 1912 den Posten als Heeresminister und hatte diesen bis zu seiner Ablösung durch Wang Shizhen am 29. August 1915 inne. Als solcher erwarb er nicht nur hohes Ansehen und Einfluss auf militärischem Gebiet, sondern fungierte als Nachfolger von Zhao Bingjun zwischen dem 1. Mai 1913 und seiner Ablösung durch Xiong Xiling am 31. Juli 1913 auch als kommissarischer Premierminister der Republik China. Des Weiteren war er als Nachfolger von Li Yuanhong zwischen dem 19. Dezember 1913 und seiner Ablösung durch Duan Zhigui am 1. Februar 1914 auch kommissarischer Militärgouverneur von Hubei. Kurz darauf bekleidete er vom 13. Februar bis zum 3. April 1914 zudem das Amt als Militärgouverneur der Provinz Henan. Später war er vom 23. März bis zum 23. April 1916 Chef des Stabes, ehe er am 23. April 1916 Wang Shizhen ablöste und bis zum 23. Mai 1917 erneut Heeresminister war.

### Premierminister, Erster Weltkrieg und Machtkämpfe der Warlord-Ära

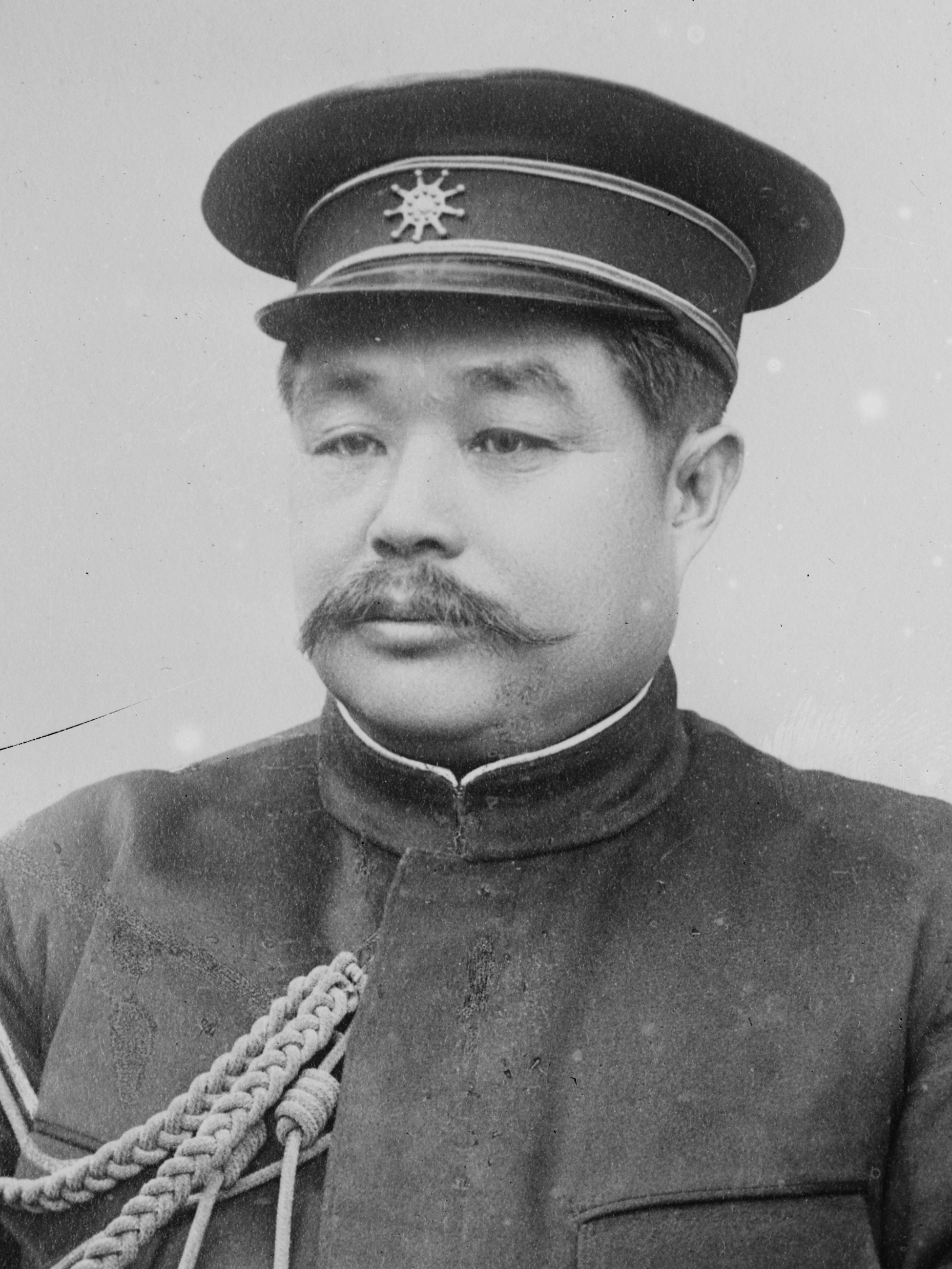
Präsident Li Yuanhong war in der Warlord-Ära 1916 und 1917 Gegenspieler Duans

Zugleich löste Duan Qirui am 23. April 1916 Xu Shichang als Staatssekretär ab und fungierte damit als Regierungschef der Beiyang-Regierung. Nach dem Tode Yuan Shikais am 6. Juni 1916 begann Duan, der den Spitznamen „Tiger“ trug, mit Unterstützung der Gouverneure und Generale die Kontrolle der Regierung zu übernehmen. In der Folge wurde er am 29. Juni 1916 nach Abschaffung des Amtes des Staatssekretärs als Vertreter der Fortschrittspartei formell Premierminister der Republik China in der sogenannten Warlord-Ära. 1917 begann die Regierung mit der Entscheidung über einen möglichen Kriegseintritt in den Ersten Weltkrieg. Er selbst bevorzugte eine Teilnahme an der Seite der mit der Triple Entente verbündeten Alliierten Mächte, da das ihn unterstützende Japanische Kaiserreich den Wunsch hegte, die Kontrolle über die chinesischen Streitkräfte während des Krieges zu überringen. Li Yuanhong, der seit dem 7. Juni 1916 Nachfolger Yuan Shikais als Präsident war, befürchtete hingegen wie seine Unterstützer Großbritannien und USA einen derartigen Einfluss Japans und bestand zum Erhalt von deren Interessen in China auf Neutralität.
Präsident Li entließ ihn daher am 23. Mai 1917 als Premierminister und ersetzte ihn durch Wu Tingfang, während Zhang Shiyu kommissarischer Heeresminister wurde. Daraufhin organisierte Duan eine „Koalition der Militärgouverneure“, die vom Gouverneur der Provinz Anhui Ni Sichong angeführt wurde, der wie Duan einen Kriegsbeitritt befürwortete. Daneben bat er General Zhang Xun, den Kommandeur der in Xuzhou in der Provinz Jiangsu stationierten Truppen um Vermittlung in dem Disput mit Präsident Li. General Zhang sah jedoch die Möglichkeit der Wiederherstellung der Qing-Dynastie unter Kaiser Puyi. Er marschierte am 1. Juli 1917 in Peking ein, setzte Präsident Li ab und restaurierte somit das Kaiserreich. Mit Unterstützung der Anhui-Clique gelang es Duan jedoch Peking am 12. Juli 1917 zurückzuerobern und die Wiederherstellung der Republik umzusetzen.
Daraufhin wurde Duan als Held angesehen und konnte am 14. Juli 1917 abermals das Amt als Premierminister antreten, während Li Yuanhong abermals Präsident wurde. Drei Tage später übernahm er am 17. Juli 1917 auch wieder das Amt des Heeresministers, während Präsident Li abgesetzt und durch Feng Guozhang abgelöst wurde. Am 19. November 1917 folgte ihm Wang Shizhen als Heeresminister und am 22. November 1917 schließlich Wang Daxie als Premierminister. Am 23. März 1918 löste Duan schließlich Qian Nengxun als Premierminister ab und bekleidete dieses Amt nunmehr bis zum 10. Oktober 1918, woraufhin Qian Nengxun wiederum seine Nachfolge antrat.

### Nachkriegszeit, Machtverlust und Provisorischer Staatspräsident

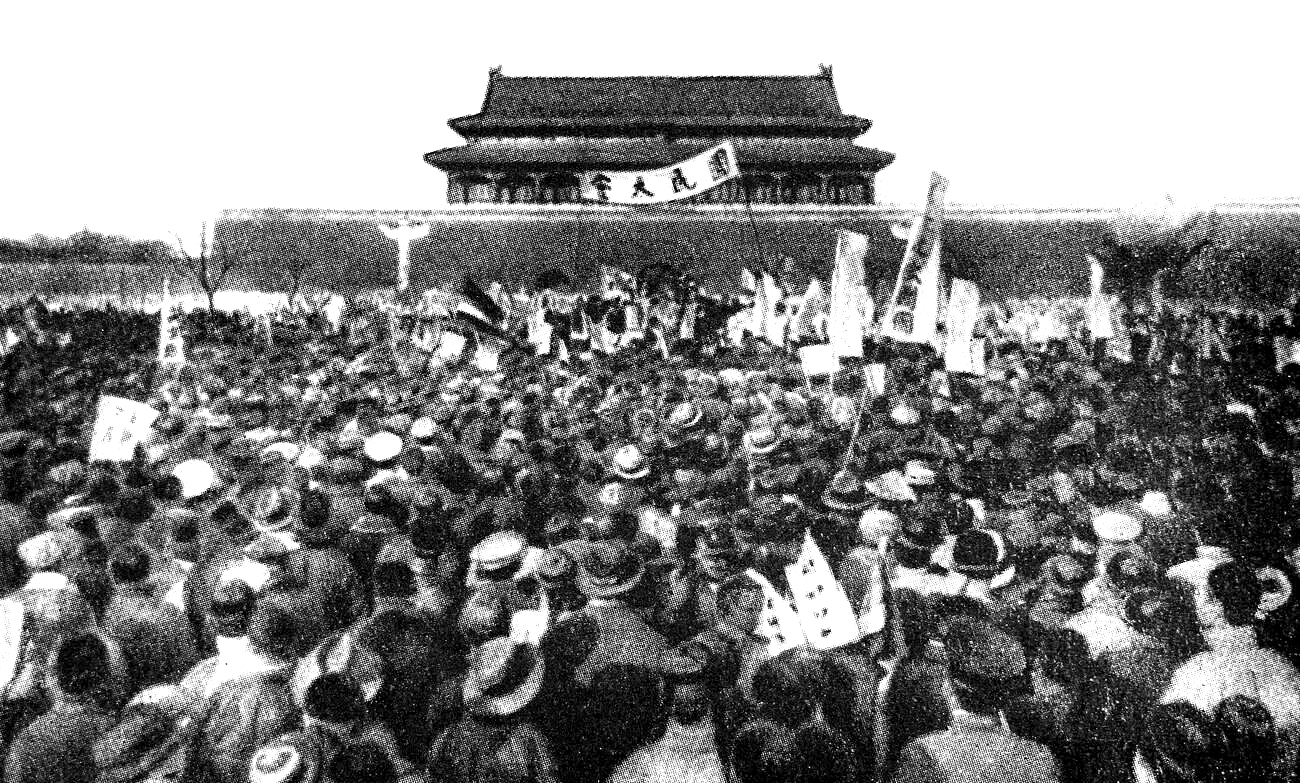
Demonstrationen in Peking am 4. Mai 1919 richteten sich unter anderem gegen Duan, der als korrupt und Kollaborateur der japanischen Regierung galt

Duan blieb als General und Angehöriger der Anhui-Clique auch danach einflussreich, insbesondere aufgrund der fortwährenden Unterstützung durch Japan, das ihm endlose Kredite zur Verbesserung und Verstärkung seiner Armee gewährte. Allerdings war er bereits im Mai 1919 bei der Bewegung des vierten Mai massiven Protesten in Peking ausgesetzt. Trotz dieser Umstände erlitt er jedoch im Zhili-Anhui-Krieg 1920 eine Niederlage gegen die Zhili-Clique unter den Generälen Cao Kun, Sun Chuanfang und Wu Peifu.
Nachdem Feng Yuxiang 1924 im Zuge eines Staatsstreichs Präsident Cao Kun verhaften und das Parlament auflösen ließ, übernahm Duan das Amt des provisorischen Staatspräsidenten. Diese Funktion bekleidete er bis zu seiner Absetzung am 20. April 1926, woraufhin Hu Weide seine Nachfolge antrat. Zuvor hatte Zhang Zuolin die Kontrolle über die Außenbezirke Pekings übernommen. Nachdem er fast zehn Jahre keine Ämter mehr bekleidete, wurde er zuletzt 1935 von Premierminister Chiang Kai-shek zum Berater der Nationalregierung ernannt und übte diese Funktion bis zu seinem Tode 1936 aus.